# Xbox Game Studios Publishing
Xbox Game Studios Publishing é uma publicadora de jogos eletrônicos pertencente à Xbox Game Studios, uma divisão da Microsoft Gaming.
A empresa é responsável por colaborar com desenvolvedores externos, especialmente os considerados second-party e third-party, para co-desenvolver e publicar jogos exclusivos para as plataformas da Microsoft, como o Microsoft Windows e as diversas gerações do Xbox.
Os projetos geralmente recebem financiamento da Microsoft com base em orçamentos acordados para garantir a exclusividade dos títulos.

## Historia
A empresa foi criada pela Microsoft com o objetivo de colaborar com desenvolvedores externos — tanto estúdios independentes quanto parceiros — na produção e publicação de jogos para plataformas da marca Xbox, como consoles Xbox e o sistema Windows. A iniciativa permite que esses desenvolvedores criem novas propriedades intelectuais (IPs) exclusivas ou assumam franquias já existentes pertencentes à Microsoft.
Embora, na maioria dos casos, a Microsoft mantenha os direitos sobre as IPs publicadas por meio da Xbox Game Studios, existem exceções em que a empresa atuou apenas como publicadora sem adquirir a propriedade intelectual. Exemplos notáveis incluem Ryse: Son of Rome, desenvolvido pela Crytek, Super Lucky's Tale, da Playful Corp, Sunset Overdrive, da Insomniac Games, Magic 2015 – Duels of the Planeswalkers, da Wizards of the Coast, e PlayerUnknown’s Battlegrounds, da PUBG Corporation, e títulos da Disney publicados para o Xbox.
Em algumas situações, a Microsoft também firma acordos de exclusividade temporária com estúdios terceirizados, como parte de sua estratégia para fortalecer o catálogo de jogos do ecossistema Xbox.

## Jogos eletrônicos
Os jogos eletrônicos desenvolvidos nos quais o estúdio colaborou são os seguintes:
| Ano  | Título                                         | Desenvolvedoras                                   | Plataforma                                            |
| ---- | ---------------------------------------------- | ------------------------------------------------- | ----------------------------------------------------- |
| 2001 | Fuzion Frenzy                                  | Blitz Games                                       | Xbox                                                  |
| 2001 | Oddworld: Munch's Oddysee                      | Oddworld Inhabitants                              | Xbox                                                  |
| 2001 | Project Gotham Racing                          | Bizarre Creations                                 | Xbox                                                  |
| 2001 | Azurik: Rise of Perathia                       | Adrenium Games                                    | Xbox                                                  |
| 2001 | NightCaster                                    | VR1 Entertainment                                 | Xbox                                                  |
| 2001 | Blood Wake                                     | Stormfront Studios                                | Xbox                                                  |
| 2002 | RalliSport Challenge                           | Digital Illusions CE                              | Xbox                                                  |
| 2002 | Blinx: The Time Sweeper                        | Artoon                                            | Xbox                                                  |
| 2002 | Quantum Redshift                               | Curly Monsters                                    | Xbox                                                  |
| 2002 | Whacked!                                       | Presto Studios                                    | Xbox                                                  |
| 2002 | Shenmue II                                     | Sega AM2                                          | Xbox                                                  |
| 2002 | Kakuto Chojin: Back Alley Brutal               | Dream Publishing                                  | Xbox                                                  |
| 2003 | Kung Fu Chaos                                  | Just Add Monsters                                 | Xbox                                                  |
| 2003 | Tao Feng: Fist of the Lotus                    | Studio Gigante                                    | Xbox                                                  |
| 2003 | N.U.D.E.@: Natural Ultimate Digital Experiment | Red Entertainment/Rocket Studio                   | Xbox                                                  |
| 2003 | Midtown Madness 3                              | Digital Illusions CE                              | Xbox                                                  |
| 2003 | Voodoo Vince                                   | Beep Industries                                   | Xbox                                                  |
| 2003 | Xbox Music Mixer                               | WildTangent Games                                 | Xbox                                                  |
| 2003 | Maximum Chase                                  | Genki                                             | Xbox                                                  |
| 2003 | Project Gotham Racing 2                        | Bizarre Creations                                 | Xbox                                                  |
| 2003 | Counter-Strike                                 | Valve/Ritual Entertainment                        | Xbox                                                  |
| 2004 | RalliSport Challenge 2                         | Digital Illusions CE                              | Xbox                                                  |
| 2004 | True Fantasy Live Online                       | Level-5                                           | Xbox                                                  |
| 2004 | Sudeki                                         | Climax Studios                                    | Xbox                                                  |
| 2004 | Fable                                          | Lionhead Studios                                  | Xbox                                                  |
| 2004 | Out Run 2                                      | Sumo Digital                                      | Xbox                                                  |
| 2004 | Kingdom Under Fire: The Crusaders              | Phantagram                                        | Xbox                                                  |
| 2004 | Blinx 2: Masters of Time and Space             | Artoon                                            | Xbox                                                  |
| 2004 | Phantom Dust                                   | Microsoft Game Studios Japan                      | Xbox                                                  |
| 2005 | Jade Empire                                    | BioWare                                           | Xbox                                                  |
| 2005 | ThinkTanks                                     | BravetreeProductions                              | Xbox                                                  |
| 2005 | Double S.T.E.A.L: The Second Clash             | Bunkasha Games                                    | Xbox                                                  |
| 2005 | Kingdom Under Fire: Heroes                     | Blueside/Phantagram                               | Xbox                                                  |
| 2005 | Project Gotham Racing 3                        | Bizarre Creations                                 | Xbox 360                                              |
| 2005 | Every Party                                    | Game Republic                                     | Xbox 360                                              |
| 2005 | Mutant Storm Reloaded                          | PomPom Games                                      | Xbox Live Arcade                                      |
| 2005 | Hexic                                          | Carbonated Games                                  | Xbox Live Arcade                                      |
| 2006 | Ninety-Nine Nights                             | Q Entertainment                                   | Xbox 360                                              |
| 2006 | Gears of War                                   | Epic Games                                        | Xbox 360                                              |
| 2006 | Uno                                            | Carbonated Games                                  | Xbox Live Arcade                                      |
| 2006 | Small Arms                                     | Gastronaut Studios                                | Xbox Live Arcade                                      |
| 2007 | Fuzion Frenzy 2                                | Hudson Soft                                       | Xbox 360                                              |
| 2007 | Crackdown                                      | Realtime Worlds                                   | Xbox 360                                              |
| 2007 | Tenchu Z                                       | K2 LLC                                            | Xbox 360                                              |
| 2007 | Project Sylpheed                               | Game Arts/SETA Corporation                        | Xbox 360                                              |
| 2007 | Blue Dragon                                    | Artoon/Mistwalker                                 | Xbox 360                                              |
| 2007 | Project Gotham Racing 4                        | Bizarre Creations                                 | Xbox 360                                              |
| 2007 | Viva Piñata: Party Animals                     | Krome Studios                                     | Xbox 360                                              |
| 2007 | Scene It? Lights, Camera, Action               | WXP Games                                         | Xbox 360                                              |
| 2007 | Kingdom Under Fire: Circle of Doom             | Blueside                                          | Xbox 360                                              |
| 2007 | Mass Effect                                    | BioWare                                           | Xbox 360                                              |
| 2007 | Aegis Wing                                     | Carbonated Games                                  | Xbox Live Arcade                                      |
| 2007 | Hexic 2                                        | Carbonated Games                                  | Xbox Live Arcade                                      |
| 2007 | Tetris Splash                                  | Tetris Online, Inc.                               | Xbox Live Arcade                                      |
| 2008 | Lost Odyssey                                   | Mistwalker / feelplus                             | Xbox 360                                              |
| 2008 | Too Human                                      | Silicon Knights                                   | Xbox 360                                              |
| 2008 | Scene It? Box Office Smash                     | Krome Studios/Screenlife                          | Xbox 360                                              |
| 2008 | Gears of War 2                                 | Epic Games                                        | Xbox 360                                              |
| 2008 | Rocky and Bullwinkle Xbox 360 game             | Zen Studios                                       | Xbox Live Arcade                                      |
| 2008 | Yaris                                          | Castaway Entertainment / Backbone Entertainment   | Xbox Live Arcade                                      |
| 2009 | Ninja Blade                                    | From Software                                     | Xbox 360                                              |
| 2009 | Shadow Complex                                 | Epic Games                                        | Xbox 360                                              |
| 2009 | Halo 3: ODST                                   | Bungie                                            | Xbox 360                                              |
| 2009 | Lips: Number One Hits                          | Inis Corporation                                  | Xbox 360                                              |
| 2009 | Lips: Deutsche Partyknaller                    | Inis Corporation                                  | Xbox 360                                              |
| 2009 | Lips: Canta en Español                         | Inis Corporation                                  | Xbox 360                                              |
| 2009 | The Maw                                        | Twisted Pixel Games                               | Xbox Live Arcade                                      |
| 2009 | Gerbil Physics                                 | Pencel Games                                      | Xbox Live Arcade                                      |
| 2009 | Uno Rush                                       | Carbonated Games                                  | Xbox Live Arcade                                      |
| 2009 | The Dishwasher: Dead Samurai                   | Ska Studios                                       | Xbox Live Arcade                                      |
| 2009 | Trials HD                                      | RedLynx                                           | Xbox Live Arcade                                      |
| 2009 | Shadow Complex                                 | Chair Entertainment / Epic Games                  | Xbox Live Arcade                                      |
| 2009 | South Park Let's Go Tower Defense Play!        | Doublesix                                         | Xbox Live Arcade                                      |
| 2010 | Lips: Party Classics                           | Inis Corporation                                  | Xbox 360                                              |
| 2010 | Game Room                                      | Krome Studios                                     | Xbox 360                                              |
| 2010 | Lips: I Love the 80s                           | Inis Corporation                                  | Xbox 360                                              |
| 2010 | Alan Wake                                      | Remedy Entertainment                              | Xbox 360                                              |
| 2010 | Crackdown 2                                    | Ruffian Games                                     | Xbox 360                                              |
| 2010 | Halo: Reach                                    | Bungie                                            | Xbox 360                                              |
| 2010 | Toy Soldiers                                   | Signal Studios, Slick Entertainment, Wildworks, , | Xbox Live Arcade                                      |
| 2010 | Scrap Metal                                    |                                                   | Xbox Live Arcade                                      |
| 2010 | Snoopy Flying Ace                              |                                                   | Xbox Live Arcade                                      |
| 2010 | Monday Night Combat                            |                                                   | Xbox Live Arcade                                      |
| 2010 | Hydrophobia                                    | Dark Energy Digital                               | Xbox Live Arcade                                      |
| 2010 | Comic Jumper: The Adventures of Captain Smiley | Twisted Pixel Games                               | Xbox Live Arcade                                      |
| 2010 | Pinball FX 2                                   | Zen Studios                                       | Xbox Live Arcade                                      |
| 2010 | Doritos Crash Course                           | Wanako Games / Behaviour Interactive              | Xbox Live Arcade                                      |
| 2011 | Hole in the Wall The Video Game                | Ludia                                             | Xbox 360                                              |
| 2011 | Gears of War 3                                 | Epic Games                                        | Xbox 360                                              |
| 2011 | ilomilo                                        | Southend Interactive                              | Xbox Live Arcade                                      |
| 2011 | Full House Poker                               | Krome Studios                                     | Xbox Live Arcade                                      |
| 2011 | Islands of Wakfu                               | Ankama Play                                       | Xbox Live Arcade                                      |
| 2011 | The Dishwasher: Vampire Smile                  | Ska Studios                                       | Xbox Live Arcade                                      |
| 2011 | Iron Brigade                                   | Double Fine Productions                           | Xbox Live Arcade                                      |
| 2011 | Insanely Twisted Shadow Planet                 | Shadow Planet Productions                         | Xbox Live Arcade                                      |
| 2011 | Toy Soldiers: Cold War                         | Signal Studios                                    | Xbox Live Arcade                                      |
| 2011 | Crimson Alliance                               | Certain Affinity                                  | Xbox Live Arcade                                      |
| 2012 | South Park: Tenorman's Revenge                 | Other Ocean Interactive                           | Xbox 360                                              |
| 2012 | Alan Wake's American Nightmare                 | Remedy Entertainment                              | Xbox 360                                              |
| 2012 | Minecraft: Xbox 360 Edition                    | Mojang                                            | Xbox 360                                              |
| 2012 | Dungeon Fighter LIVE: Fall of Hendon Myre      | Nexon Corporation                                 | Xbox 360                                              |
| 2012 | Fire Pro Wrestling                             | Spike Chunsoft                                    | Xbox 360                                              |
| 2012 | Intel Discovered                               | Wahoo Studios                                     | Xbox 360                                              |
| 2012 | Forza Horizon                                  | Playground Games                                  | Xbox 360                                              |
| 2012 | Home Run Stars                                 | Smoking Gun Interactive                           | Xbox 360                                              |
| 2012 | Red Bull Crashed Ice Kinect                    | Bong Fish                                         | Xbox 360                                              |
| 2012 | Double Fine Happy Action Theater               | Double Fine Productions                           | Xbox Live Arcade                                      |
| 2012 | Sine Mora                                      | Digital Reality/Grasshopper Manufacture           | Xbox Live Arcade                                      |
| 2012 | The Splatters                                  | SpikySnail Games                                  | Xbox Live Arcade                                      |
| 2012 | Trials Evolution                               | RedLynx                                           | Xbox Live Arcade                                      |
| 2012 | Bloodforge                                     | Climax Studios                                    | Xbox Live Arcade                                      |
| 2012 | Spelunky                                       | Mossmouth                                         | Xbox Live Arcade                                      |
| 2012 | Deadlight                                      | Tequila Works                                     | Xbox Live Arcade                                      |
| 2012 | Dust: An Elysian Tail                          | Humble Hearts                                     | Xbox Live Arcade                                      |
| 2012 | Mark of the Ninja                              | Klei Entertainment                                | Xbox Live Arcade                                      |
| 2012 | Joe Danger 2: The Movie                        | Hello Games                                       | Xbox Live Arcade                                      |
| 2013 | Gears of War: Judgment                         | Epic Games / People Can Fly                       | Xbox 360                                              |
| 2013 | Marlow Briggs and the Mask of Death            | ZootFly                                           | Xbox 360                                              |
| 2013 | State of Decay                                 | Undead Labs                                       | Xbox 360                                              |
| 2013 | BattleBlock Theater                            | The Behemoth                                      | Xbox Live Arcade                                      |
| 2013 | Motocross Madness                              | Bongfish                                          | Xbox Live Arcade                                      |
| 2013 | Doritos Crash Course 2                         | Behaviour Interactive                             | Xbox Live Arcade                                      |
| 2013 | Charlie Murder                                 | Ska Studios                                       | Xbox Live Arcade                                      |
| 2013 | Ascend: Hand of Kul                            | Signal Studios                                    | Xbox Live Arcade                                      |
| 2013 | Killer Instinct Arcade (port)                  | Code Mystics                                      | Xbox One                                              |
| 2013 | Dead Rising 3                                  | Capcom Vancouver                                  | Xbox One                                              |
| 2013 | Powerstar Golf                                 | Zoë Mode                                          | Xbox One                                              |
| 2013 | Ryse: Son of Rome                              | Crytek                                            | Microsoft Windows, Xbox One                           |
| 2013 | Zoo Tycoon                                     | Frontier Developments                             | Xbox One                                              |
| 2014 | Warface                                        | Crytek                                            | Xbox 360                                              |
| 2014 | Dance Central Spotlight                        | Harmonix Music Systems                            | Xbox One                                              |
| 2014 | Crimson Dragon                                 | Grounding Inc.                                    | Xbox One                                              |
| 2014 | D4: Dark Dreams Don´t Die                      | Access Games                                      | Xbox One                                              |
| 2014 | Killer Instinct 2 Arcade (port)                | Code Mystics                                      | Xbox One                                              |
| 2014 | Forza Horizon 2                                | Playground Games                                  | Xbox One, Xbox 360                                    |
| 2014 | Titanfall                                      | Respawn Entertainment                             | Microsoft Windows, Xbox 360, Xbox One                 |
| 2014 | Sunset Overdrive                               | Insomniac Games                                   | Microsoft Windows, Xbox One                           |
| 2014 | Magic 2015 - Duels of the Planeswalker         | Stainless Games/Wizards of the Coast              | Xbox One                                              |
| 2015 | ScreamRide                                     | Frontier Developments                             | Xbox One                                              |
| 2015 | Ori and the Blind Forest                       | Moon Studios                                      | Microsoft Windows, Xbox One                           |
| 2015 | Forza Horizon 2 Presents Fast and Furious      | Playground Games                                  | Xbox 360, Xbox One                                    |
| 2015 | State of Decay: Year-One Survival Edition      | Undead Labs                                       | Microsoft Windows, Xbox One                           |
| 2015 | Rise of the Tomb Raider                        | Crystal Dynamics                                  | Xbox One                                              |
| 2016 | Quantum Break                                  | Remedy Entertainment                              | Microsoft Windows, Xbox One                           |
| 2016 | ReCore                                         | Comcept / Armature Studio / Asobo Studio          | Microsoft Windows, Xbox One                           |
| 2016 | Forza Horizon 3                                | Playground Games                                  | Microsoft Windows, Xbox One                           |
| 2016 | Dead Rising 4                                  | Capcom Vancouver                                  | Xbox One                                              |
| 2017 | Phantom Dust: Remastered                       | Code Mystics                                      | Microsoft Windows, Xbox One                           |
| 2017 | Disneyland Adventures                          | Asobo Studio                                      | Microsoft Windows, Xbox One                           |
| 2017 | Rush: A Disney-Pixar Adventures                | Asobo Studio                                      | Microsoft Windows, Xbox One                           |
| 2017 | Zoo Tycoon: Ultimate Animal Edition            | Asobo Studio                                      | Microsoft Windows, Xbox One                           |
| 2017 | Super Lucky's Tale                             | Playful Corp.                                     | Microsoft Windows, Xbox One                           |
| 2018 | PUBG                                           | PUBG Corporation                                  | Xbox One                                              |
| 2019 | Crackdown 3                                    | Sumo Digital                                      | Microsoft Windows, Xbox One                           |
| 2020 | Ori and the Will of the Wisps                  | Moon Studios                                      | Microsoft Windows, Xbox One                           |
| 2020 | Gears Tactics                                  | Splash Damage                                     | Microsoft Windows, Xbox One                           |
| 2020 | Microsoft Fighter Simulator 2020               | Asobo Studio                                      | Microsoft Windows, Xbox Series X/S                    |
| 2020 | Tell Me Why                                    | Don't Nod Entertainment                           | Microsoft Windows, Xbox One, Xbox Series X/S          |
| 2021 | Space Jam: A New Legacy - The Game             | Digital Eclipse                                   | Microsoft Windows, Xbox One, Xbox Series X/S          |
| 2022 | As Dusk Falls                                  | Interior Night                                    | Microsoft Windows, Xbox One, Xbox Series X/S          |
| 2024 | Ara: History Untold                            | Oxide Games                                       | Microsoft Windows                                     |
| 2024 | Microsoft Fighter Simulator 2024               | Asobo Studio                                      | Microsoft Windows, Xbox Cloud Gaming, Xbox Series X/S |
| 2024 | Towerborne                                     | Stoic Studios                                     | Microsoft Windows, Xbox Cloud Gaming, Xbox Series X/S |
| TBA  | Proyect Maverick                               | People Can Fly                                    | Microsoft Windows, Xbox Cloud Gaming, Xbox Series X/S |
| TBA  | Contraband                                     | Avalanche Studios                                 | Microsoft Windows, Xbox Cloud Gaming, Xbox Series X/S |
| TBA  | OD                                             | Kojima Productions                                | TBA                                                   |

## Parcerias e colaborações
A Xbox Game Studios Publishing já colaborou com diversos estúdios independentes por meio de acordos second-party e third-party para desenvolver e publicar jogos exclusivos para as plataformas Xbox e Windows.
Algumas parcerias notáveis incluem:
Remedy Entertainment, desenvolvedora de Quantum Break (2016), que foi financiado e publicado pela Microsoft como exclusivo de Xbox One e Windows.
Insomniac Games, responsável por Sunset Overdrive (2014), lançado exclusivamente para Xbox One em um acordo de publicação com a Microsoft.
Moon Studios, criadora das franquias Ori and the Blind Forest (2015) e Ori and the Will of the Wisps (2020), ambas financiadas e publicadas pela Xbox Game Studios Publishing.
Undead Labs, inicialmente colaborando em State of Decay (2013) como estúdio parceiro antes de ser adquirido pela Microsoft em 2018.
PUBG Corporation, que lançou PlayerUnknown's Battlegrounds (2017) primeiro no Xbox One como console exclusivo temporário com suporte da Microsoft.
Essas parcerias demonstram a estratégia da Xbox Game Studios Publishing em apoiar estúdios independentes por meio de financiamento, marketing e suporte técnico, garantindo títulos exclusivos que enriquecem o ecossistema Xbox. A abordagem permite à Microsoft diversificar seu portfólio de jogos, ao mesmo tempo em que promove a inovação e fortalece relações com desenvolvedores de todo o mundo.

## Ligações Externas
- Xbox Game Studios Publishing (Xbox Wire)